# Ivano Blason
Ivano Blason (24. květen 1923 San Lorenzo Isontino, Italské království – 13. březen 2002 Gorizia, Itálie) byl italský fotbalový obránce. Byl první hráčem v Itálii na postu libera.
Nejvyšší lize debutoval v roce 1945 v Triestině. S klubem v sezoně 1947/48 obsadil 2. místo v lize. V roce 1950 přestoupil do Interu, kde vyhrál dva tituly (1952/53, 1953/54). Od roku 1955 byl hráčem Padovy a zůstal jím do roku 1962, kdy končil kariéru. V nejvyšší lize odehrál 386 utkání a vstřelil 19 branek.
Za reprezentaci odehrál jedno utkání, a to na MS 1950 proti Paraguayi (2:0).

## Hráčská statistika
| Sezóna  | Klub      | Liga      | Liga   | Liga | Ligové poháry | Ligové poháry | Ligové poháry | Kontinentální poháry | Kontinentální poháry | Kontinentální poháry | Celkem | Celkem |
| Sezóna  | Klub      | Soutěž    | Zápasy | Góly | Soutěž        | Zápasy        | Góly          | Soutěž               | Zápasy               | Góly                 | Zápasy | Góly   |
| ------- | --------- | --------- | ------ | ---- | ------------- | ------------- | ------------- | -------------------- | -------------------- | -------------------- | ------ | ------ |
| 1945/46 | Triestina | 1. divize | 24     | 1    | -             | 0             | 0             | -                    | 0                    | 0                    | 24     | 1      |
| 1946/47 | Triestina | Serie A   | 19     | 1    | -             | 0             | 0             | -                    | 0                    | 0                    | 19     | 1      |
| 1947/48 | Triestina | Serie A   | 40     | 2    | -             | 0             | 0             | -                    | 0                    | 0                    | 40     | 2      |
| 1948/49 | Triestina | Serie A   | 32     | 3    | -             | 0             | 0             | -                    | 0                    | 0                    | 32     | 3      |
| 1949/50 | Triestina | Serie A   | 34     | 5    | -             | 0             | 0             | -                    | 0                    | 0                    | 34     | 5      |
| 1950/51 | Inter     | Serie A   | 28     | 1    | -             | 0             | 0             | -                    | 0                    | 0                    | 28     | 1      |
| 1951/52 | Inter     | Serie A   | 31     | 4    | -             | 0             | 0             | -                    | 0                    | 0                    | 31     | 4      |
| 1952/53 | Inter     | Serie A   | 25     | 0    | -             | 0             | 0             | -                    | 0                    | 0                    | 25     | 0      |
| 1953/54 | Inter     | Serie A   | 1      | 0    | -             | 0             | 0             | -                    | 0                    | 0                    | 1      | 0      |
| 1954/55 | Verona    | Serie B   | 15     | 1    | -             | 0             | 0             | -                    | 0                    | 0                    | 15     | 1      |
| 1955/56 | Padova    | Serie A   | 25     | 0    | -             | 0             | 0             | -                    | 0                    | 0                    | 25     | 0      |
| 1956/57 | Padova    | Serie A   | 27     | 1    | -             | 0             | 0             | -                    | 0                    | 0                    | 27     | 1      |
| 1957/58 | Padova    | Serie A   | 31     | 1    | IP            | 7             | 0             | -                    | 0                    | 0                    | 38     | 1      |
| 1958/59 | Padova    | Serie A   | 33     | 0    | -             | 0             | 0             | -                    | 0                    | 0                    | 33     | 0      |
| 1959/60 | Padova    | Serie A   | 25     | 0    | -             | 0             | 0             | -                    | 0                    | 0                    | 25     | 0      |
| 1960/61 | Padova    | Serie A   | 30     | 1    | IP            | 1             | 0             | -                    | 0                    | 0                    | 31     | 1      |
| 1961/62 | Padova    | Serie A   | 5      | 0    | -             | 0             | 0             | -                    | 0                    | 0                    | 5      | 0      |
| Celkově | Celkově   | Celkově   | 425    | 21   | -             | 8             | 0             | -                    | 0                    | 0                    | 433    | 21     |

## Úspěchy

### Klubové
- 2× vítěz italské ligy (1952/53, 1953/54)

### Reprezentační
- 1× na MS (1950)